# Rezolucija Vijeća sigurnosti UN-a 1043
}}
Rezolucijom Vijeća sigurnosti UN-a  1043, jednoglasno usvojenom 31. siječnja 1996., nakon podsjećanja na prethodne rezolucije o Hrvatskoj, uključujući Rezoluciju 1037 (1996.) kojom je uspostavljeno Prijelazno tijelo Ujedinjenih naroda za Istočnu Slavoniju, Baranju i Zapadni Srijem (UNTAES), Vijeće je odobrilo raspoređivanje od 100 vojnih promatrača na početno razdoblje od šest mjeseci. Glavni tajnik je 26. siječnja obavijestio Vijeće sigurnosti da će misija UNTAES trebati promatrače za nadzor demilitarizacije istočne Slavonije.

## Vanjske poveznice
| Wikizvor | Engleski Wikizvor ima izvorni tekst na temu: United Nations Security Council Resolution 1043 |

- Text of the Resolution at undocs.org